# Oops (Oh My)
Oops (Oh My) è il singolo di debutto della cantante statunitense Tweet, pubblicato all'inizio del 2002 come singolo d'apertura del primo disco della cantante, Southern Hummingbird. Il brano, scritto dalla stessa interprete e prodotto da Timbaland, ebbe un grande successo: arrivò infatti alla prima posizione della classifica R&B/Hip-Hop americana ed entrò nella top10 della classifica statunitense e di quella britannica. Il brano, che presenta una strofa rap scritta e interpretata da Missy Elliott, è caratterizzato da un sound mid-tempo esotico e da un testo interpretato da molti come un'ode alla masturbazione.

## Composizione e testo
Il brano è stato prodotto da Timbaland, il quale, insieme a Missy Elliott, conobbe Tweet negli anni 1990, quando entrambi presero parte all'ambizioso progetto mai realizzato di DeVante Swing di realizzare una crew musicale estesa a molti artisti. Il beat ipnotico creato da Timbaland è composto da percussioni in loop che si fermano e ripartono, un clarinetto che improvvisa sulla base e il campionamento di un coro distorto artificialmente. L'atmosfera creata è densa di esotismo e di un'etnicità non identificata.
Appena la canzone fu pubblicata, iniziarono immediatamente a circolare speculazioni riguardo al significato reale del testo, visto da molti come un'ode velata alla masturbazione. La cantante ha smentito queste voci, dichiarando che la canzone sia dedicata all'amore verso se stessi e all'accettazione della propria immagine. Nello specifico, Tweet ha asserito che la canzone è stata scritta nel combattere l'atteggiamento che le donne afro-americane dalla pelle molto scura hanno nei propri confronti a causa degli stereotipi di bellezza imposti dalla società, sentendosi non attraente e inferiori. Oops (Oh My) è stata dunque scritta come inno personale, nell'accettazione di se stessi.

## Video
Il videoclip del singolo è stato diretto da Cameron Casey ed è ambientato in un hotel fatto completamente di ghiaccio situato in una zona artica completamente coperta di neve, dove un sole debole è oscurato da una tempesta di neve. Il video si apre con l'arrivo della cantante nell'hotel che lascia i propri bagagli ai portieri, per poi raggiungere la propria suite e rilassarsi. Mentre il video prosegue, la presenza di Tweet riscalda l'ambiente, causando una forte evaporazione acquea e la rottura di alcune pareti dell'edificio fatto di ghiaccio. La cantante è affiancata da quattro danzatrici in alcune sequenze coreografiche, mentre Missy Elliott è raffigurata come una presenza evanescente che alla fine del video si solidifica per poi sciogliersi e scomparire. Il look della cantante è principalmente composto da stivali aderenti lunghi fino al ginocchio, shorts e minigonne di jeans, bandane e baschi dai colori accesi.

## Ricezione

### Critica
Stephen Thomas Erlewine di Allmusic ha definito il brano "la cosa più figa dell'album [Southern Hummingbird]".
Keysha Davis di BBC Music Magazine ha descritto il pezzo come "un classico da club certificato", affermando che "i ritmi rapidi e sincopati e la voce roca di Tweet sono una formula vincente".
Il singolo è stato inserito dalla rivista Complex nella classifica dei 25 brani migliori prodotti da Timbaland, alla tredicesima posizione. Il critico della rivista Brendan Frederick ha notato come una vocalist solitamente forte come Tweet ceda al beat ipnotico creato dal produttore.

### Pubblico
Il singolo è entrato nella top10 della classifica R&B statunitense il 23 febbraio 2002, saltando dalla posizione numero 11 al numero 4. Due settimane più tardi ha raggiunto la prima posizione, dove è rimasto per tre settimane consecutive, finché non è stato scalzato da Foolish di Ashanti. Il singolo ha passato un totale di ventisette settimane nella classifica R&B/Hip-Hop.
Nella classifica di fine anno dedicata ai 100 brani R&B/Hip-Hop di maggior successo, la canzone è stata inserita al quindicesimo posto; Tweet è presente nella stessa classifica con Call Me al numero 45.
Il singolo è entrato nella top10 della Hot 100 di Billboard durante la settimana del 23 marzo 2002, e ha raggiunto la settima posizione il 4 maggio. Il singolo ha speso 19 settimane nella Hot 100. Il successo è stato garantito in particolare dal massiccio passaggio in radio, che ha permesso al brano di raggiungere la quinta posizione nella classifica radiofonica americana e la prima in quella dedicata esclusivamente ai brani R&B e Hip-Hop.
La canzone ha avuto un buon successo internazionale. Nel Regno Unito il singolo è arrivato fino alla quinta posizione della classifica dei singoli più venduti. In Germania ha raggiunto la posizione numero 23, e ha passato 9 settimane nella top40. Nella classifica australiana è entrato in top20, dove ha raggiunto la posizione numero 18. Il singolo è entrato nella top40 di molti altri paesi, tra cui Nuova Zelanda, Paesi Bassi e Svezia.

#### Classifiche
| Classifica (2002)                               | Posizione |
| ----------------------------------------------- | --------- |
| Australia                                       | 18        |
| Belgio (Fiandre)                                | 48        |
| Belgio (Vallonia)                               | 10        |
| Canada                                          | 26        |
| Francia                                         | 75        |
| Germania                                        | 23        |
| Nuova Zelanda                                   | 38        |
| Paesi Bassi                                     | 33        |
| Regno Unito                                     | 5         |
| Svezia                                          | 34        |
| Svizzera                                        | 36        |
| U.S. ARC Weekly Top 40                          | 9         |
| U.S. Billboard Hot 100                          | 7         |
| U.S. Billboard Hot 100 Airplay                  | 5         |
| U.S. Billboard Hot R&B/Hip-Hop Singles & Tracks | 1         |
| U.S. Billboard Hot R&B/Hip-Hop Airplay          | 1         |
| U.S. Billboard Top 40 Mainstream                | 13        |

## Tracce e formati
CD Singolo per il Regno Unito
1. "Oops (Oh My)" (Radio Edit featuring Missy "Misdemeanor" Elliott) – 3:30
2. "Oops (Oh My)" (Amended Version featuring Bubba Sparxxx) – 4:35
3. "Oops (Oh My)" (Amended Version featuring Fabolous) – 4:00
4. "Oops (Oh My)" (Video)

CD Singolo per l'Europa
1. "Oops (Oh My)" (Radio Edit featuring Missy "Misdemeanor" Elliott) – 3:30
2. "Oops (Oh My)" (Amended Version featuring Bubba Sparxxx) – 4:35

CD Singolo per l'Australia
1. "Oops (Oh My)" (Album Version) – 4:01
2. "My Place" (Album Version) – 4:28
3. "Oops (Oh My)" (Amended Version featuring Fabolous) – 4:00
4. "Oops (Oh My)" (Amended Version featuring Bubba Sparxxx) – 4:35